# Clematis ligusticifolia
Clematis ligusticifolia Nutt., 1838 es una especie de enredaderas trepadoras de la familia Ranunculaceae. 

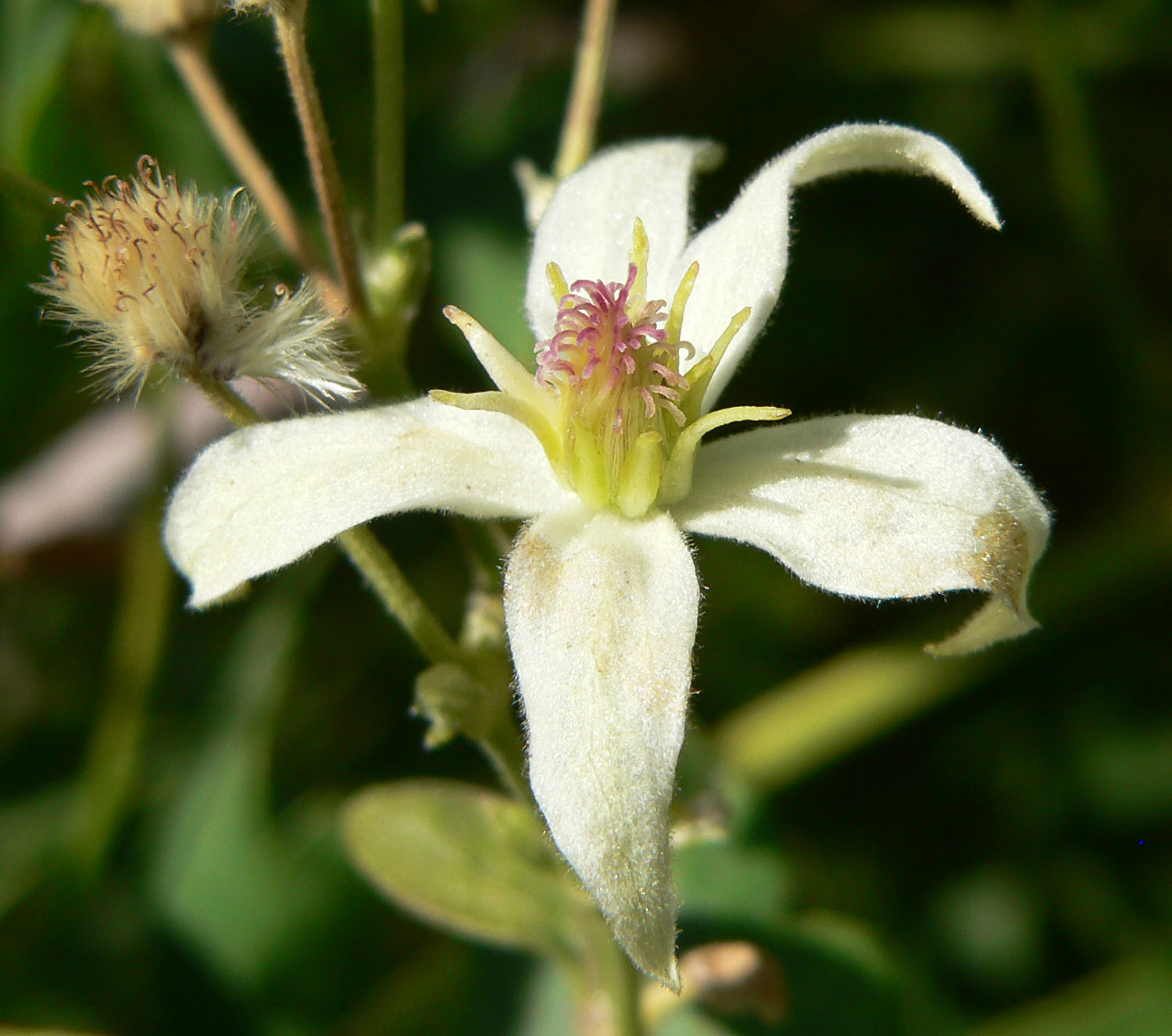
Detalle de la flor

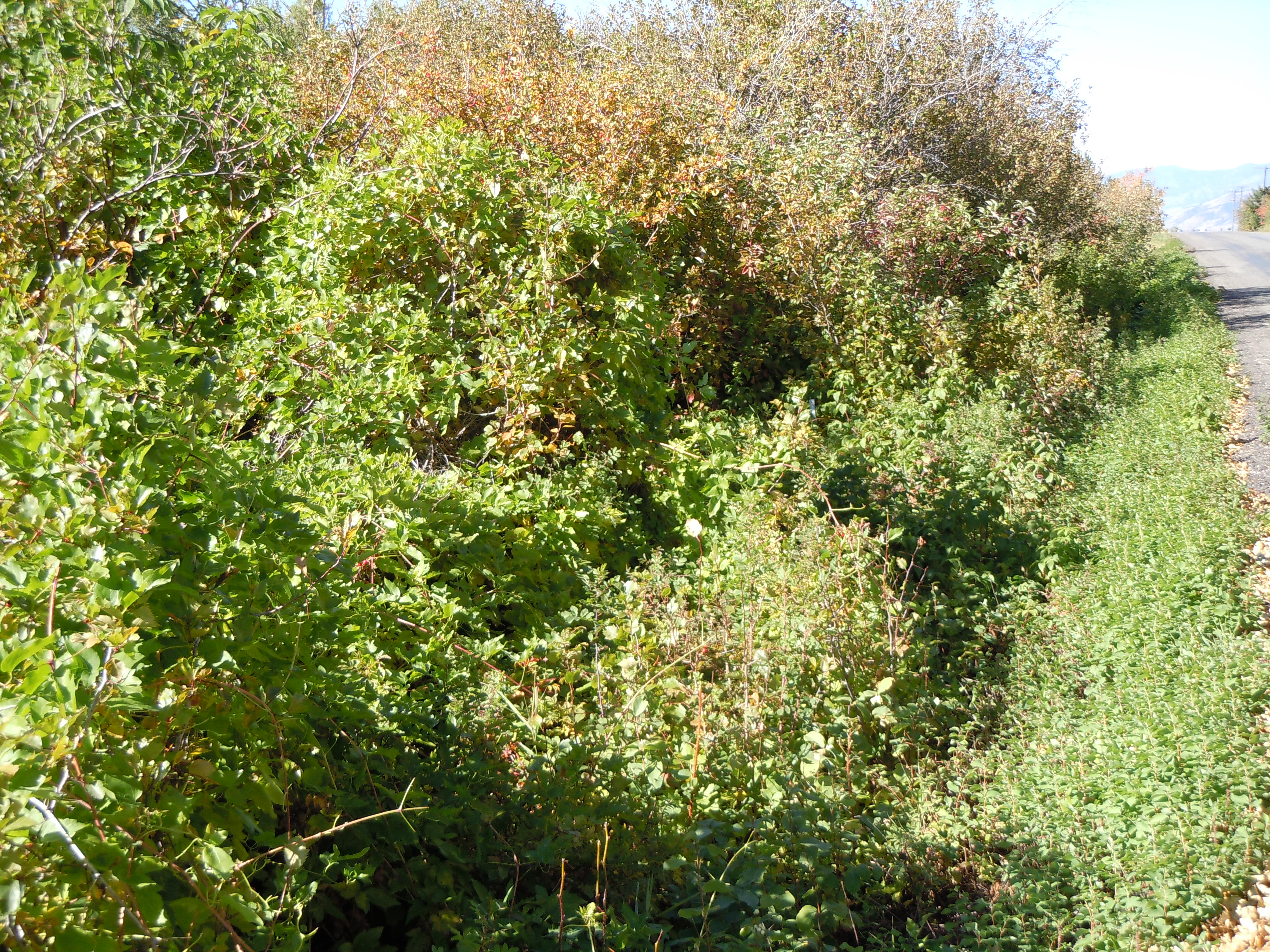
Vista de la planta

Son nativas de Norteamérica.

## Descripción
Es una enredadera trepadora perenne que tiene tallos de 3-6 metros y que puede llegar a alcanzar los 20 metros de longitud, a menudo trepando por arbustos o árboles. Las hojas son pinnadas divididas en 5-7 con 3-6 cm de longitud, son ovadas y dentadas. Las flores son blancas o crema y se agrupan en tallos axilares en grupos de pocas i numerosas. El fruto es un aquenio peludo con 3-5 cm de longitud.

## Propiedades
- Toda la planta se usa para tratar las eczemas.
- Compresas de hojas son usadas para combatir el dolor del pecho.

## Taxonomía
Clematis ligusticifolia fue descrita por Thomas Nuttall y publicado en A Flora of North America: containing . . . 1(1): 9, en el año 1838.
Etimología
Clematis: nombre genérico que proviene del griego klɛmətis. (klématis) "planta que trepa".
 ligusticifolia: epíteto latino que significa "con hojas similares al del género Ligusticum".
Sinonimia
- Clematis brevifolia (Nutt. ex Torr. & A.Gray) Howell
- Clematis neomexicana Wooton & Standl.
- Clematis suksdorfii Rob.[4]